# Wald (Bern)
Wald is een gemeente en plaats in het Zwitserse kanton Bern, en maakt deel uit van het district Bern-Mittelland.
Wald telt 1.194 inwoners.